# شريان مخيخي علوي
الشريان المخيخي العلوي هو شريان ينشأ عند نهاية الشريان القاعدي.